# Thaumalea bernardi
Thaumalea bernardi är en tvåvingeart som beskrevs av Vaillant 1953. Thaumalea bernardi ingår i släktet Thaumalea och familjen mätarmyggor.
Artens utbredningsområde är Algeriet. Inga underarter finns listade i Catalogue of Life.